# Carlo Rezzonico mlajši
Carlo Rezzonico mlajši, italijanski rimskokatoliški duhovnik, škof in kardinal, * 25. april 1724, Benetke, † 26. januar 1799, Rim.

## Življenjepis
11. septembra 1758 je bil povzdignjen v kardinala in pectore. 2. oktobra istega leta je bil ponovno povzdignjen v kardinala in imenovan za kardinal-duhovnika S. Lorenzo in Damaso.
24. januarja 1763 je bil imenovan še za kardinal-duhovnika S. Clemente in 14. decembra 1772 še za S. Marco.
15. marca 1773 je bil imenovan za kardinal-škofa Sabine e Poggio Mirteta; 21. marca istega leta je prejel škofovsko posvečenje.
29. januarja 1776 je bil imenovan še za kardinal-škofa Porta e Santa Rufine.